# Centro Internacional de Convenciones de Taipéi
El Centro Internacional de Convenciones de Taipéi (en chino: 台北國際會議中心) es un centro de convenciones en el distrito de Xinyi, Taipéi, Taiwán.  El centro de convenciones es una parte integral del Taipéi World Trade Center (Centro mundial de comercio de Taipéi). El TICC consta de 6 plantas con una superficie total de 60.000 metros cuadrados. Se compone de un salón de plenos de usos múltiples, salas de varios tamaños y un salón de banquetes para reuniones. El centro de convenciones es accesible a poca distancia al sur de la estación del Salón conmemorativo de Sun Yat-sen o la del Ayuntamiento del Metro de Taipéi.